# ハイレディン
ハイレディン（ブルガリア語: Ха̀йредин / Hayredin）はブルガリア北西部の町、およびそれを中心とした基礎自治体。ヴラツァ州に属し、州の北西部に位置している。村はオゴスタ川に沿って広がり、コズロドゥイの南30キロメートル、ドナウ川からは南に25キロメートル、州都のヴラツァからは52キロメートル、ブルガリアの首都であるソフィアからは186キロメートルである。
ハイレディンは1574年に、オスマン帝国の高官によってこの地を与えられた4家族が移住して始まった。それ以前の時代にもこの地に村があった可能性はあることが、この地が侵略者によって焼き払われたとの記述から知られている。そのときに失われた村の名前はエレディン（Eredin）であった。地元のブルガリア正教会の聖堂・聖パラスケヴァ聖堂は1858年から1862年にかけて建造された。地元の公民館施設（チタリシテ）である「プロスヴェタ」は1909年に開所した。村には鉱泉がある。

## 町村
ハイレディン基礎自治体（Община Хайредин）には、その中心であるハイレディンをはじめ、以下の町村（集落）が存在している。

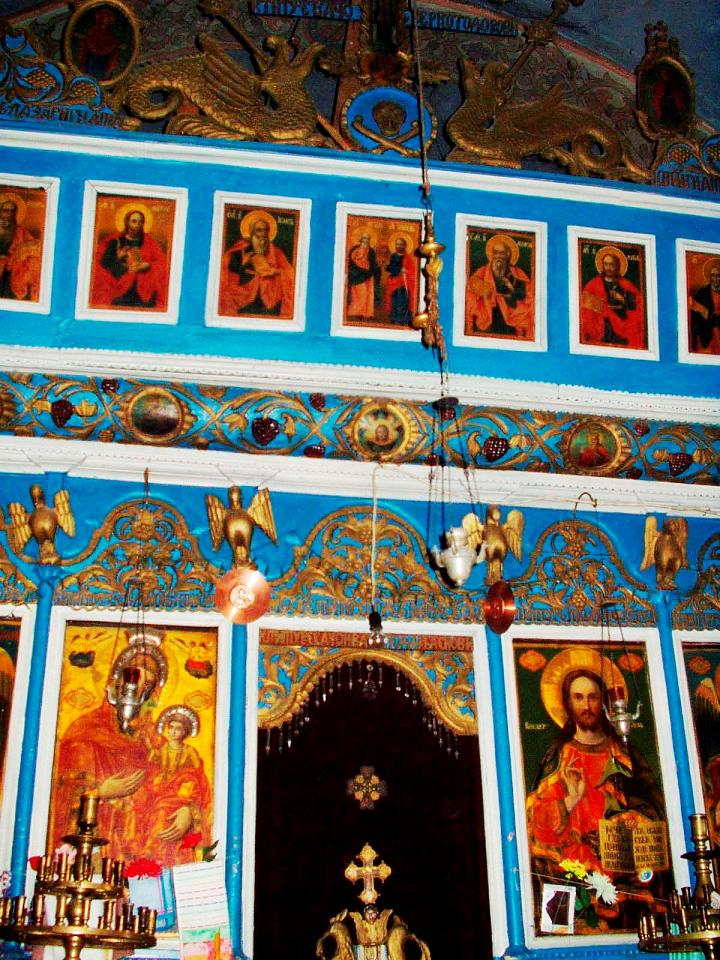
村の聖堂のイコン

- Ботево
- Бързина
- Манастирище

- Михайлово
- Рогозен
- Хайредин

## ギャラリー

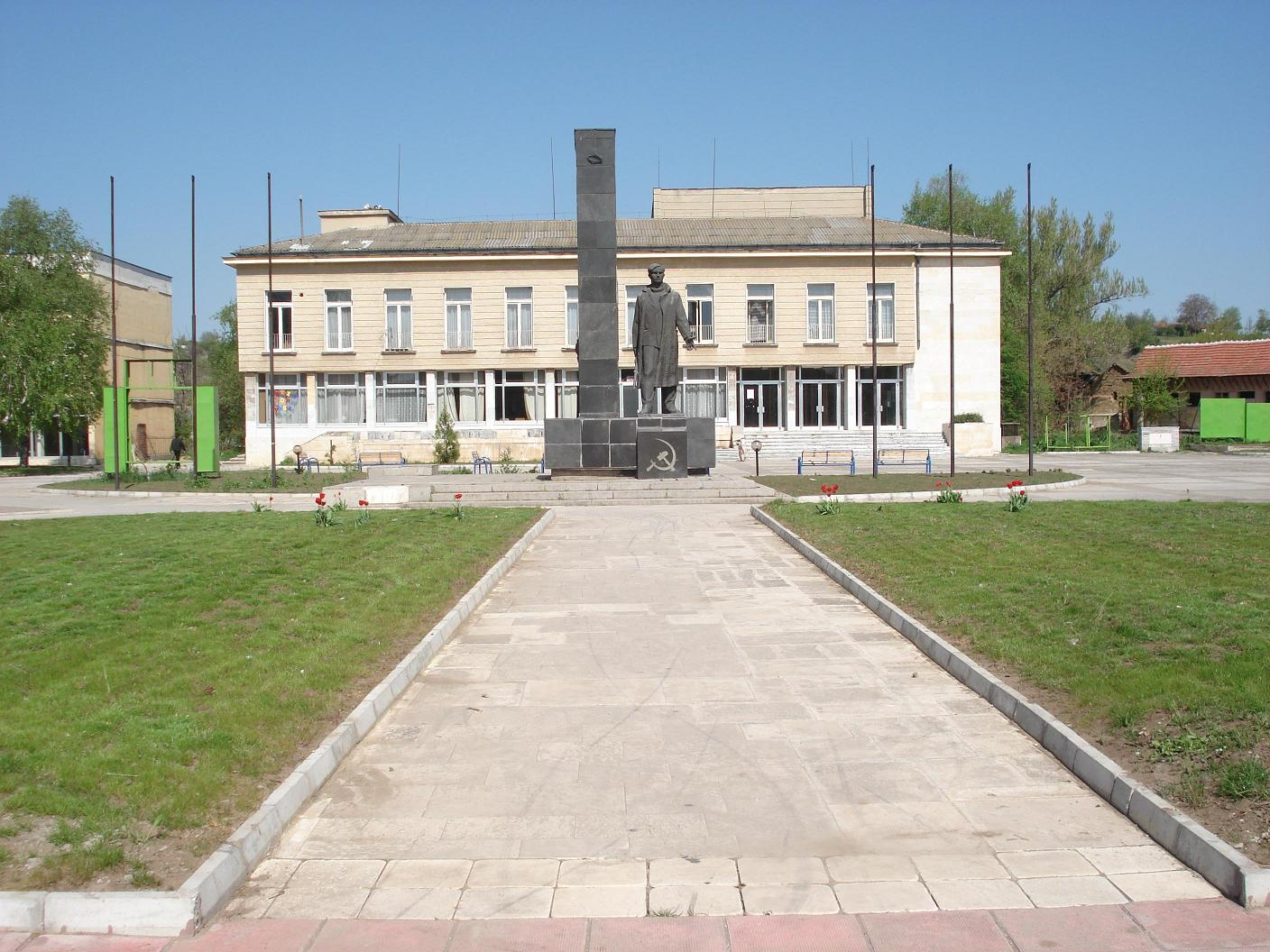
中心
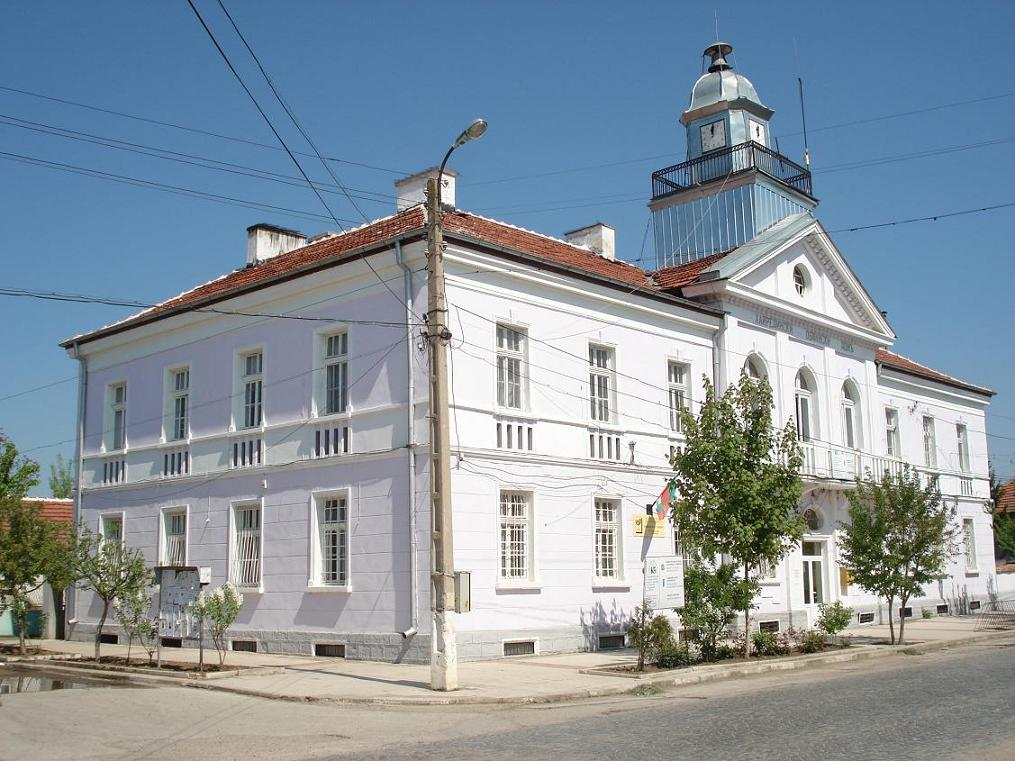
町の中の様子
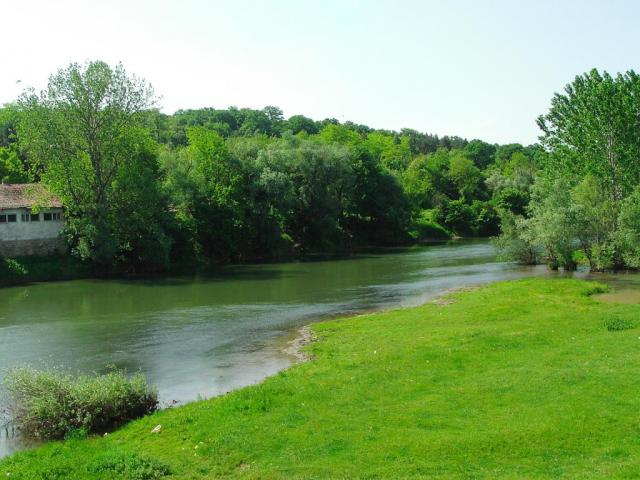
オゴスタ川